# Złoty gol
Złoty gol, złota bramka – nieużywana obecnie zasada w piłce nożnej dotycząca dogrywek, wprowadzona przez FIFA po raz pierwszy w mistrzostwach świata juniorów w 1993. Polegała na zakończeniu dogrywki w momencie zdobycia bramki przez którąś z drużyn. W rozgrywkach o Puchar Polski stosowana była już w latach pięćdziesiątych i sześćdziesiątych.
Przy obowiązywaniu tej zasady obserwowało się w dogrywkach nudną, asekuracyjną i defensywną grę, mającą na celu umożliwienie przetrwania do serii rzutów karnych (decydujących o zwycięstwie). FIFA wyciągnęła wnioski z przeprowadzonych obserwacji i w 2002 podjęła decyzję o wycofaniu tego przepisu i wprowadzeniu na jego miejsce reguły srebrnego gola. Z końcem czerwca 2004 przywrócono tradycyjną formę przeprowadzenia dogrywki: dwa razy po 15 minut, grane bez względu na aktualny rezultat do końca.
Przykładowego złotego gola, dzięki któremu Niemcy zostały mistrzami Europy, zdobył Oliver Bierhoff w meczu Niemcy–Czechy w finale Mistrzostw Europy w 1996. Cztery lata później Francja wygrała mistrzostwa dzięki bramce Davida Trezegueta, zdobytej w 103. minucie finałowego spotkania z Włochami.
Współcześnie zasada złotego gola obowiązuje w hokeju na lodzie, gdzie – podobnie jak wcześniej w piłce nożnej – dogrywka (i jednocześnie cały mecz) kończy się po strzeleniu bramki przez którąś z drużyn.
W innych sportach, na przykład rugby i futbolu amerykańskim, odpowiednikiem złotego gola jest zasada nagłej śmierci.